# Тошек (гміна)
Гміна Тошек (пол. Gmina Toszek) — місько-сільська гміна у південній Польщі. Належить до Гливицького повіту Сілезького воєводства.
Станом на 31 грудня 2011 у гміні проживало 9546 осіб.

## Територія
Згідно з даними за 2007 рік площа гміни становила 98,53 км², у тому числі:
- орні землі: 74,00 %
- ліси: 18,00 %

Таким чином, площа гміни становить 14,85 % площі повіту.

## Населення
Станом на 31 грудня 2011:
| Опис     | Загалом | Загалом | Чоловіки | Чоловіки | Жінки | Жінки |
| -------- | ------- | ------- | -------- | -------- | ----- | ----- |
| одиниця  | осіб    | %       | осіб     | %        | осіб  | %     |
| все      | 9546    | 100     | 4689     | 49,12    | 4857  | 50,88 |
| міське   | 3715    | 100     | 1795     | 48,32    | 1920  | 51,68 |
| сільське | 5831    | 100     | 2894     | 49,63    | 2937  | 50,37 |

## Сусідні гміни
Гміна Тошек межує з такими гмінами: Вельовесь, Зброславиці, Писковиці, Рудзінець, Стшельці-Опольські, Уязд.